# Saskia Noort
Saskia Noort (Bergen (Noord-Holland), 13 april 1967) is een Nederlandse schrijfster, freelance journaliste en columniste.

## Levensloop
Saskia Noort studeerde, na de havo te hebben doorlopen, journalistiek en theaterwetenschap. Sinds begin jaren negentig werkte ze als redacteur voor een groot aantal bladen, waaronder Viva, Marie Claire, TopSanté en Ouders van Nu.         Tot maart 2021 schreef ze 17 jaar colums in de glossy LINDA. Voorheen deed ze dat in het magazine vtwonen, alsook in de Nederlandse Playboy. Van haar thrillers zijn internationaal zo'n 2,7 miljoen exemplaren verkocht (stand voorjaar 2016). Talloze ervan zijn bewerkt voor televisie, film en theater.
Noort debuteerde in 2003 als auteur met de literaire thriller Terug naar de kust, waarvan meer dan 200.000 exemplaren zijn verkocht. In dat jaar verscheen vervolgens Aan de goede kant van 30, een bundeling columns.
Haar tweede thriller, verschenen in 2004, heet De eetclub. De recensies over dit boek, met ruim 500.000 verkochte exemplaren, waren lovend. Zo schreef NRC Handelsblad: "De eetclub is een vaardige, spannende, soms verwarrende en bij vlagen zelfs subtiele thriller." 
Zowel De eetclub als Terug naar de kust werden genomineerd voor de Gouden Strop, de literatuurprijs voor het beste Nederlandstalige misdaadboek. In Duitsland, Frankrijk, Rusland, Denemarken en Noorwegen verschenen vertalingen van beide thrillers. De rechten van deze boeken zijn verkocht aan uitgeverijen in Engeland, Zweden, Finland, Bulgarije, Brazilië, Italië, Spanje en Griekenland. Ze zijn tevens verfilmd. 
In mei 2006 verscheen Nieuwe buren, een thriller over seks en liefde, over de drang naar vrijheid, maar ook over de allesoverheersende angst daarvoor. De recensies waren nu minder eensgezind lovend. Zo schreef recensent Hans Knegtmans in Het Parool over Noorts "...fantasieloze, naïeve schrijfstijl en (...) de opeenstapeling van compositorische ongeloofwaardigheden." Knegtmans classificeert het werk van Noort als "...nieuwe leeghoofdigheid." De Telegraaf daarentegen schreef: "De grote kracht van Saskia Noort is de wijze waarop zij haar hoofdpersonen tot leven laat komen. Levensechte dialogen en herkenbare mensen en situaties zorgen ervoor dat het verhaal zich als een extra scherp gestelde kleurenfilm ontrolt."
Nieuwe buren werd in 2014 bewerkt tot een tiendelige tv-serie die van september tot en met november in dat jaar werd uitgezonden door RTL 4. Thijs Römer, Katja Schuurman, Daan Schuurmans en Bracha van Doesburgh speelden de hoofdrollen.
In juni 2007 schreef Noort ter gelegenheid van de maand van het spannende boek Afgunst. In februari 2009 kwam haar boek De verbouwing uit. Ook dit boek was een succes. Het Algemeen Dagblad beoordeelde het boek met 5 sterren en schreef: "De verbouwing kan zich meten met het beste dat de buitenlandse auteurs hier op de markt brengen." Toch waren niet alle recensies zo positief. Boekreviews.nl schreef dat de spanning vaak ver te zoeken was. Ook Het Parool was negatief en schreef: "De verbouwing had een onderhoudende thriller kunnen zijn. Als Mathilde maar niet zo'n navelstaarderige, besluiteloze zeurpiet was geweest." Commercieel was het boek een succes, inmiddels zijn er al meer dan 325.000 exemplaren van verkocht. Eind 2013 kwam het vervolg op De eetclub uit: Debet.
In 2013 kreeg Saskia Noort de GNM Meesterprijs voor haar volledige oeuvre. Op 3 augustus 2014 was ze de derde gast in het 27e seizoen van Zomergasten.
In januari 2015 verloor Noort een rechtszaak betreffende het boek Het Reservaat van Liselotte Stavorinus, in 2013 gepubliceerd. Dat zou volgens Noort vermeende gekopieerde elementen uit De Eetclub bevatten.
In oktober 2018 begon ze als columnist voor het Algemeen Dagblad. Op 26 februari 2022 werd haar laatste column gepubliceerd. In 2022 ontving zij de onderscheiding officier in de Orde van Oranje-Nassau.

## Trivia
- Noort is een volle nicht van co-youtuber en columnist Jan Roos.[7]

## De Bestseller 60
| Boeken met noteringen in de Nederlandse Bestseller 60 | Jaar van verschijnen | Datum van binnenkomst | Hoogste positie | Aantal weken | Opmerkingen        |
| ----------------------------------------------------- | -------------------- | --------------------- | --------------- | ------------ | ------------------ |
| Terug naar de kust                                    | 2003                 | 23-08-2003            | 6               | 168          |                    |
| De eetclub                                            | 2004                 | 29-05-2004            | 1(5wk)          | 129          |                    |
| Nieuwe buren                                          | 2006                 | 03-06-2006            | 1(8wk)          | 83           |                    |
| 40                                                    | 2007                 | 22-09-2007            | 14              | 9            |                    |
| De verbouwing                                         | 2009                 | 07-03-2009            | 1(10wk)         | 86           |                    |
| De verbouwing                                         | 2009                 | 14-03-2009            | 45              | 1            | gebonden editie    |
| Afgunst & een goed huwelijk                           | 2010                 | 13-03-2010            | 3               | 33           |                    |
| Jan & Saskia over seks en liefde                      | 2011                 | 19-02-2011            | 15              | 4            | met Jan Heemskerk  |
| Koorts                                                | 2011                 | 19-11-2011            | 1(7wk)          | 66           |                    |
| Debet                                                 | 2013                 | 23-11-2013            | 2               | 47           |                    |
| Jan & Saskia. De naakte waarheid                      | 2014                 | 15-02-2014            | 13              | 3            | met Jan Heemskerk  |
| Huidpijn                                              | 2016                 | 16-07-2016            | 1(7wk)          | 52           |                    |
| Huidpijn                                              | 2016                 | 16-07-2016            | 41              | 4            | dwarsligger editie |
| Huidpijn                                              | 2016                 | 16-07-2016            | 43              | 1            | hardcover editie   |
| Stromboli                                             | 2018                 | 25-04-2018            | 1(3wk)          | 26           |                    |
| Bonuskind                                             | 2020                 | 25-04-2018            | 1(4wk)          | 33           |                    |
| De nazaten                                            | 2023                 | 28-06-2023            | 4               | 16           |                    |

## Prijzen en nominaties
- GNM Meesterprijs voor haar gehele oeuvre, 2013
- Nominatie voor de Gouden Strop voor Terug naar de kust, 2003
- Nominatie voor de Gouden Strop voor De eetclub, 2004
- Nominatie voor de NS Publieksprijs voor De eetclub (2000), Nieuwe buren (2006), De verbouwing (2007), Debet (2014) en Huidpijn (2017)
- Prix SNCF du polar (2009/10)[10] voor Petits meurtres entre voisins, de Franse vertaling van De eetclub